# 오늘은 회사 쉬겠습니다
《오늘은 회사 쉬겠습니다.》(일본어: きょうは会社休みます。)는 후지무라 마리의 만화 작품이다. 《Cocohana》 (슈에이샤)에서 2012년 1월호 (창간호)부터 연재되고 있다.

## 줄거리
지금까지 한 번도 남자친구가 생긴 적이 없는 OL·아오이시 하나에는, 처녀인 채로 33번째 생일을 맞아 비탄하고 있었다. 회사의 아르바이트 청년·타노쿠라 유토와 술을 마시고, 점점 취하고 있던 하나에가 다음날 아침 눈을 뜨니, 타노쿠라와 하룻밤을 함께 한 후였다. 취해 기억을 잃어, 처녀 상실의 실감이 전혀 나지 않는 하나에였지만, 타노쿠라와 사귀는 것이 되어, 하나에의 첫 연애가 시작된다. 그리고 하나에와 타노쿠라, 아사오의 삼각관계를 중심으로 이야기가 전개된다.

## 등장인물
아오이시 하나에
사무직 OL. 33세.
타노쿠라 유토
대학생. 21세.
아사오 유
하나에가 일하는 회사와 같은 빌딩의 3층에 위치한 식품 수입 회사 〈아르바 트레이딩〉의 CEO. 35세.

## 서지 정보
일본
- 후지무라 마리 《오늘은 회사 쉬겠습니다.》 슈에이샤 〈마거리트 코믹스〉 기간 10권 (2015년 12월 현재)
  1. 2012년 4월 25일 발매, ISBN 978-4-08-846769-6
  2. 2012년 8월 24일 발매, ISBN 978-4-08-846820-4
    - 〈오늘은 회사 쉬겠습니다. -프롤로그-〉 수록

  3. 2013년 2월 25일 발매, ISBN 978-4-08-845002-5
    - 〈오늘은 회사 쉬겠습니다. 특별 번외편〉 수록

  4. 2013년 7월 25일 발매, ISBN 978-4-08-845076-6
  5. 2013년 12월 25일 발매, ISBN 978-4-08-845149-7
  6. 2014년 5월 23일 발매, ISBN 978-4-08-845217-3
  7. 2014년 9월 25일 발매, ISBN 978-4-08-845274-6
  8. 2015년 2월 25일 발매, ISBN 978-4-08-845353-8
  9. 2015년 7월 24일 발매, ISBN 978-4-08-845424-5
  10. 2015년 12월 25일 발매, ISBN 978-4-08-845504-4

대한민국
- 대원씨아이 기간 10권 (2016년 5월 현재)
  1. 2013년 5월 8일 발매, ISBN 9788968222870
  2. 2013년 7월 15일 발매, ISBN 9788968223846
  3. 2013년 9월 15일 발매, ISBN 9788968225871
  4. 2014년 1월 15일 발매, ISBN 9788968229862
  5. 2014년 4월 15일 발매, ISBN 9791156252603
  6. 2014년 12월 15일 발매, ISBN 9791157541072
  7. 2015년 3월 15일 발매, ISBN 9791157544141
  8. 2015년 7월 15일 발매, ISBN 9791157547937
  9. 2015년 12월 15일 발매, ISBN 9791133408375
  10. 2016년 5월 15일 발매, ISBN 9791133417841

## 텔레비전 드라마
2014년 10월 15일부터 12월 17일까지 닛폰 TV 계열에서 매주 수요일 22:00 ~ 23:00(〈수요드라마〉 시간대)에 방송되었다. 주연은 아야세 하루카.

### 캐스트

#### 주요 인물
- 아오이시 하나에 (30) - 아야세 하루카 (소녀 시절:신타 마키)
- 타노쿠라 유토 (21) - 후쿠시 소타 (소년 시절:타가 렌마)
- 아사오 유 (35) - 타마키 히로시

#### 테이코 물산 요코하마 지사 식품부 디저트 원료과
- 오오카와 히토미 (25) - 나카 리이사
- 오오시로 소우 (29) - 타구치 준노스케 (KAT-TUN)
- 카가미 류세이 (24) - 치바 유다이
- 타치바나 타카유키 (52) - 후키코시 미츠루

#### 아오이시가(家)
- 아오이시 이와오 (58) - 아사노 카즈유키
- 아오이시 미츠요 (56) - 타카하타 아츠코

#### 그 외
- 사사노 이치카 (30) - 히라이와 카미
- 사사노 사야카 (5) - 히라사와 코코로
- 부시자와 - 타구치 히로마사 (일명 붓시. 타노쿠라 선배이자 단골가게 베니이와의 사장)
- 토사키 케이코 - 카시이 유우 (타노쿠라의 담당교수 시바야마의 조수이자 옛 여친)
- 타노쿠라 엄마 - 스즈키 안쥬 (요리연구가)

### 스태프
- 원작 - 후지무라 마리 《오늘은 회사 쉬겠습니다.》
- 각본 - 카네코 시게키
- 연출 - 나카지마 사토루, 카리야마 슌스케
- 주제가 - 마키하라 노리유키 〈Fall〉 (WORDS&MUSIC/Buppu Label)
- 치프 프로듀서 - 카미쿠라 카츠
- 프로듀서 - 하제야마 히로코, 아키모토 타카유키 (오피스 크레셴도)
- 제작 협력 - 오피스 크레셴도
- 제작 저작 - 닛폰 TV

### 방송 일자
| 각 화                                                       | 방송일           | 부제                          | 프로그램표                                       | 연출                            | 시청률 |
| ----------------------------------------------------------- | ---------------- | ----------------------------- | ------------------------------------------------ | ------------------------------- | ------ |
| 제1화                                                       | 2014년 10월 15일 | 코지라세 여자의 첫사랑        | 30세 유감스러운 OL에게 사랑의 광풍이 왔다~!      | 나카지마 사토루                 | 14.3%  |
| 제2화                                                       | 10월 22일        | 코지라세녀의 러브 메일        | 첫 남자친구는 9세 연하 연애 사기꾼!?             | 나카지마 사토루                 | 17.0%  |
| 제3화                                                       | 10월 29일        | 코지라세녀의 숙박 데이트      | 첫 남자친구의 집… 달콤한 분위기에서 대참사!      | 카리야마 슌스케                 | 17.1%  |
| 제4화                                                       | 11월 5일         | 코지라세 딸과 코지라세 아버지 | 대핀치! 30 딸 연하 남자친구에게 아버지 엄청 분노 | 나카지마 사토루                 | 17.3%  |
| 제5화                                                       | 11월 12일        | 코지라세녀의 첫 수라장        | 사랑의 라이벌 나타나다! 통한의 첫 수라장         | 카리야마 슌스케                 | 15.8%  |
| 제6화                                                       | 11월 19일        | 코지라세녀에게 사인 주세요    | 새로운 신발은 복연 사인? 카베동 비극             | 나카지마 사토루                 | 15.5%  |
| 제7화                                                       | 11월 26일        | 코지라세녀의 방 찾기          | 시험 동거로 사랑 종료? 마법의 머리 퐁            | 카리야마 슌스케                 | 16.3%  |
| 제8화                                                       | 12월 3일         | 코지라세녀의 고독             | 일생 고독? 그의 어머니에게 결사의 결혼 선언      | 나카지마 사토루                 | 14.1%  |
| 제9화                                                       | 12월 10일        | 코지라세녀의 보은             | 이별의 온천 탁구 기적의 프로포즈!                | 나카지마 사토루                 | 15.9%  |
| 최종화                                                      | 12월 17일        | 코지라세녀의 선택             | 사랑의 최종 선택 라스트 코지라세 발동            | 나카지마 사토루 카리야마 슌스케 | 16.9%  |
| 평균 시청률 16.0% (시청률은 칸토 지구·비디오 리서치사 조사) |                  |                               |                                                  |                                 |        |

### 원작과의 차이점
- 아오이시 하나에의 나이 설정이 30세로 변경되었다.

| 닛폰 TV 수요드라마                             | 닛폰 TV 수요드라마                                | 닛폰 TV 수요드라마             |
| 이전 작품                                      | 작품명                                            | 다음 작품                      |
| ---------------------------------------------- | ------------------------------------------------- | ------------------------------ |
| ST 적과 백의 수사 파일 (2014.7.16 ~ 2014.9.17) | 오늘은 회사 쉬겠습니다. (2014.10.15 ~ 2014.12.17) | ○○아내 (2015.1.14 ~ 2015.3.18) |